# 信田さよ子
信田 さよ子（のぶた さよこ、1946年5月23日 - ）は、日本の臨床心理士、フェミニスト。専門は臨床心理学。原宿カウンセリングセンター初代所長。
1970年代から依存症・嗜癖の問題に取り組み、1996年以降アダルトチルドレンブームの火付け役の一人となった。私設心理相談機関である原宿カウンセリングセンターの所長を務める一方、一般向け書籍を多数執筆。2000年代以降は、ドメスティックバイオレンスの問題にも積極的に取り組んでいる。

## 略歴
岐阜県生まれ。父親は海軍大尉で、自身は長女。祖父や父親からは「性差別的態度を」取られなかった。岐阜県立岐阜高等学校を経て、お茶の水女子大学文教育学部哲学科を卒業。卒業論文はドイツロマン主義について扱った。1年間、名古屋大学で教育心理学科の研究生となり、1970年にお茶の水女子大学大学院修士課程（児童学専攻）に入学。松村康平のもと、当時精神療法の世界ではマイナーだったヤコブ・L・モレロのサイコドラマ（心理劇）について学ぶ。
依存症専門医療機関の駒木野病院を経て、1985年からは斎藤学がスーパーバイザーを務めていた嗜癖問題臨床研究所付属原宿相談室に勤務。1995年に原宿カウンセリングセンターを設立し、所長を務める。1995年に西山明の著書『アダルトチルドレン：自信はないけど、生きていく』に巻末対談が収録され、注目を集める。翌96年、初の単著『「アダルトチルドレン」完全理解』を上梓。その後のアダルトチルドレンブームの火付け役の一人となった。
2003年、内閣府男女共同参画推進課「配偶者からの暴力の加害者更生に関する調査研究・研究会」ワーキングチームメンバー。2005年、法務省「性犯罪者処遇プログラム研究会」構成員。東京大学ハラスメント防止委員会委員。お茶の水女子大学非常勤講師。2021年6月1日をもって、原宿カウンセリングーセンターを退任。2022年6月、日本公認心理師協会の会長に就任。

## 主張
アダルトチルドレン
信田はアダルトチルドレンを「現在の自分の生きづらさが親との関係に起因すると認めた人」と一貫して定義している。この定義のポイントとして、①自己認知であること、②自分の苦しみが、社会の仕組みや矛盾、自分の性格ではなく、「親との関係」に「起因」するという点を挙げている。そして流行語になった原因を「あなたに責任はない」という免責性にあると考えている。
被害者というネーミング
被害者という言葉を危険だと考えいる。2003年の時点ではサバイバーという単語を用いているが、2019年の段階では、サバイバルもまた使い古されているとし、レジスタンスという言葉を用いている。
アディクション
1999年の『アディクションアプローチ：もうひとつの家族援助論』（医学書院）以降、『依存症』(文春新書、2000年)、『依存症臨床入門』（青土社、2014年）など依存症・嗜癖・アディクションという言葉を冠した著書をいくつか上梓している。
フェミニズム
「男と女の間の支配関係を読み解くのが、フェミニズムだとしたら、子どもの視点から見た親というのを照射して、子どもと親との支配関係を読む解くのがACという言葉です」と述べているように、フェミニズムとアダルトチルドレンに共通性を見出している。90年代末に、上野千鶴子の大学院のゼミに参加しており、その後『結婚帝国：女の岐れ道』（講談社、2004年）など、上野との対談を重ねている。

## 発言
（性被害に対して）「最後は『ありのままの自分を受け入れる』という結論に落とし込むのが定石で、これほど鼻持ちならない物言いはない。そのような語りを伴うものを被害者支援とは呼ばない。もし過去が変えられないのなら、私は江戸時代のように『仇討ち』の合法化のほうが納得がいく。ずっと過去にこだわり続け、復讐を果たすほうが説得力を持つのではないか。性虐待した父を合法的に『刺す』『鞭打ち刑に処す』というように。」

## 学会
- 日本臨床心理士会理事
- 日本心理臨床学会理事
- 日本心理劇学会理事
- 日本外来精神医療学会常任理事

## 著書

### 単著
- 『「アダルト・チルドレン」完全理解：一人ひとり楽にいこう』三五館、1996年7月。ISBN 9784883200870。
  - 『アダルト・チルドレンという物語』（改題文庫化）文藝春秋〈文春文庫〉、2001年4月。ISBN 978-4-16-715718-0
- 『コントロール・ドラマ：それは〈アダルト・チルドレン〉を解くカギ』三五館、1997年3月。ISBN 9784883201006。
- 『一卵性母娘（おやこ）な関係』主婦の友社、1997年7月。ISBN 9784072214459。
- 『愛情という名の支配：家族を縛る共依存』海竜社、1998年9月。ISBN 9784759305623。 ／ 新装版、海竜社、2013年。ISBN　978-4-7593-1331-4
- 『アディクションアプローチ：もうひとつの家族援助論』医学書院、1999年6月。ISBN 9784260330022。
- 『依存症』文藝春秋〈文春新書〉、2000年6月。ISBN 9784166601080。
- 『愛情という名の支配：「あなたのために」が不幸のはじまり』新潮社〈新潮OH!文庫〉、2000年10月。ISBN 9784102900437。
- 『「アダルト・チルドレン」実践篇：家族に潜むコントロール・ドラマ』三五館、2001年1月。ISBN 9784883202188。
- 『子どもの生きづらさと親子関係：アダルト・チルドレンの視点から』大月書店、2001年6月。ISBN 9784272403158。
- 『脱常識の家族づくり』中央公論新社〈中公新書ラクレ〉、2001年11月。ISBN 9784121500274。
- 『DVと虐待：「家族の暴力」に援助者ができること』医学書院、2002年3月。ISBN 9784260331838。
- 『愛しすぎる家族が壊れるとき』岩波書店、2003年6月。ISBN 9784000220170。
- 『家族収容所：「妻」という謎』講談社、2003年。ISBN　978-4-06-211995-5
  - 『家族収容所：愛がなくても妻を続けるために』（一部修正して文庫化）河出書房新社〈河出文庫〉、2012年。ISBN　978-4-309-41183-5
- 『夫婦の関係を見て子は育つ：親として、これだけは知っておきたいこと』梧桐書院、2004年8月。ISBN 9784340401024。
- 『カウンセリングで何ができるか』大月書店、2007年12月。ISBN 9784272360604。 ／ 改訂新版、大月書店、2020年。ISBN　978-4-272-36094-9
- 『加害者は変われるか?：DVと虐待をみつめながら』筑摩書房、2008年3月。ISBN 9784480842831。 ／ ちくま文庫、2015年。ISBN　978-4-480-43247-6
- 『母が重くてたまらない：墓守娘の嘆き』春秋社、2008年4月。ISBN 9784393366257。
- 『共依存・からめとる愛：苦しいけれど、離れられない』朝日新聞出版、2009年5月。ISBN 9784022505859。
  - 『共依存：苦しいけれど、離れられない』（改題文庫化）朝日文庫、2012年。ISBN　978-4-02-261724-8 ／ 新装版、朝日文庫、2023年。ISBN　978-4-02-262078-1
- 『選ばれる男たち：女たちの夢のゆくえ』講談社〈講談社現代新書〉、2009年7月。ISBN 9784062880022。
- 『タフラブという快刀：「関係」の息苦しさから自由になるために』梧桐書院、2009年11月。ISBN 9784340120000。
- 『父親再生』NTT出版、2010年6月。ISBN 9784757142459。
- 『ふりまわされない：会社、仕事、人間関係がらくになる７つの物語』ダイヤモンド社、2010年9月。ISBN 9784478009314。
- 『重すぎる母、無関心な父：「いい子」という名のアダルト・チルドレン』静山社〈静山社文庫〉、2011年1月。ISBN 9784863890923。
- 『増補 ザ・ママの研究』イースト・プレス〈よりみちパン!セ〉、2011年10月。ISBN 9784781690124。
- 『さよなら、お母さん：墓守娘が決断する時』春秋社、2011年10月。ISBN 9784393366387。
- 『それでも、家族は続く：カウンセリングの現場で考える』NTT出版、2012年5月。ISBN 9784757142947。
- 『家族の悩みにおこたえしましょう』朝日新聞出版、2012年9月。ISBN 9784022510044。　
  - 『あなたの悩みにおこたえしましょう』（改題・加筆修正し文庫化）朝日文庫、2017年。ISBN　978-4-02-261915-0
- 『傷つく人、傷つける人』ホーム社（発売：集英社）、2013年。ISBN　978-4-8342-5192-0
- 『コミュニケーション断念のすすめ』亜紀書房、2013年。ISBN　978-4-7505-1329-4
- 『カウンセラーは何を見ているか』医学書院〈シリーズケアをひらく〉、2014年。ISBN 978-4260020121。
- 『依存症臨床論：援助の現場から』青土社、2014年。ISBN　978-4-7917-6818-9
- 『アディクション臨床入門：家族支援は終わらない』金剛出版、2015年。ISBN　978-4-7724-1409-8
- 『母からの解放：娘たちの声は届くか』ホーム社（発売：集英社）、2016年。ISBN　978-4-8342-5312-2
- 『家族のゆくえは金しだい』春秋社、2016年。ISBN　978-4-393-36641-7
- 『母・娘・祖母が共存するために』朝日新聞出版、2017年。ISBN　978-4-02-251508-7
- 『〈性〉なる家族』春秋社、2019年。ISBN　978-4-393-36642-4
- 『後悔しない子育て：世代間連鎖を防ぐために必要なこと』講談社〈こころライブラリー〉、2019年。ISBN　978-4-06-517441-8
- 『女性の生きづらさ：その痛みを語る』日本評論社、2020年。ISBN　978-4-535-90455-2
- 『家族と国家は共謀する：サバイバルからレジスタンスへ』KADOKAWA〈角川新書〉、2021年。ISBN　978-4-04-082103-0
- 『アダルト・チルドレン：自己責任の罠を抜けだし、私の人生を取り戻す』学芸みらい社、2021年。ISBN　978-4-909783-83-7
- 『タフラブ：絆を手放す生き方』dZERO、2022年。ISBN　978-4-907623-54-8
- 『家族と厄災』生きのびるブックス、2023年。ISBN　978-4-910790-11-4
- 『暴力とアディクション』青土社、2024年。ISBN　978-4-7917-7617-7

### 編著
- 『子どもの虐待防止最前線』大月書店、2001年5月。ISBN 9784272411306。
- 『実践アディクションアプローチ』編著、金剛出版、2019年3月。ISBN　978-4-7724-1683-2

### 共著・対談
- 西山明『家族再生』小学館、2000年11月。ISBN 9784093873192。
- イラ姫『マンガ 子ども虐待出口あり』講談社、2001年12月。ISBN 9784062110716。
- 上野千鶴子『結婚帝国：女の岐れ道』講談社、2004年5月。ISBN　978-4-06-212413-3
  - 『結婚帝国』（改題文庫化）河出文庫、2011年5月。ISBN　978-4-309-41081-4
- 上岡陽江、シャナ・キャンベル『虐待という迷宮』春秋社、2004年9月。ISBN 9784393364758。
- 森暢平、香山リカ、白河桃子、水無田気流、小田嶋隆、湯山玲子『雅子さま論争』洋泉社〈新書y〉、2009年11月。ISBN 9784862484109。
- 白井聡、孫崎享、信田さよ子、岡野八代、内田樹、猿田佐世ほか『白井聡対話集 ポスト「戦後」の進路を問う』かもがわ出版、2018年2月1日。ISBN 978-4780309492。
- 『逃げたい娘 諦めない母』朝倉真弓共著 幻冬舎 2016
- 『被害と加害をとらえなおす 虐待について語るということ』シャナ・キャンベル, 上岡陽江共著 春秋社 2019

### 共訳
- Insoo Kim Berg、Scott D. Miller（著）『飲酒問題とその解決―ソリューション・フォーカスト・アプローチ』金剛出版、1995年。ISBN 9784772404846。

## 出演

### ウェブ番組
- 明日、学校に行きたくない（2018年9月2日[14]、2019年9月1日[15]、ニコニコ生放送）
- エアレボリューション（2024年3月24日、ニコニコ生放送）

### その他
- 祝！韓流10周年 女だけで〈韓流〉を語ろうナイト！（2013年3月14日、於 新大久保の韓流カフェ[16]）

## 関連人物
- 上野千鶴子
- 西尾和美
- 斎藤環

### 公式
- 原宿カウンセリングセンター
- 信田さよ子ブログ
- 信田さよ子 (@sayokonobuta) - X（旧Twitter）

### 記事
- シブヤ大学 - 紹介
- 亜紀書房ZERO事業部 信田さよ子のページ
- 日経ビジネスONLINE 生まれた子供に嫉妬する夫たち カウンセリングから見えてくるストレスと暴力（前編）
- 日経ビジネスONLINE 人間関係で大切なのは「共振」ではなく「境界」カウンセリングから見えてくるストレスと暴力（後編）
- MAMMO.TV インタビュー#188 親密だからこそ生まれる暴力
- 婦人公論.jp 信田さよ子×萩尾望都
- ダイヤモンドオンライン 第87回
- Kawade Web Magazine 性が暴力に変わるとき
- 紀伊國屋書店 ザ・のぶた祭り 第１弾
- 紀伊國屋書店 ザ・のぶた祭り 第２弾
- 紀伊國屋書店 ザ・のぶた祭り 第３弾